# Leočina
Leçinë en albanais et Leočina en serbe latin (en serbe cyrillique : Леочина) est une localité du Kosovo située dans la commune/municipalité de Skenderaj/Srbica et dans le district de Mitrovicë/Kosovska Mitrovica. Selon le recensement kosovar de 2011, elle compte 941 habitants, tous albanais.

## Histoire
Dans le village se trouvent les ruines d'une église du XIVe siècle, mentionnée par l'Académie serbe des sciences et des arts et inscrite sur la liste des monuments culturels du Kosovo. L'église Saint-Jean, qui date de la même période, est elle aussi mentionnée par l'Académie et inscrite sur la liste kosovare,.

## Démographie

### Évolution historique de la population dans la localité
| 1948 | 1953 | 1961 | 1971 | 1981 | 1991  | 2011 |
| ---- | ---- | ---- | ---- | ---- | ----- | ---- |
| 511  | 547  | 652  | 841  | 994  | 1 069 | 941  |

|  |